# Maestro de Perea

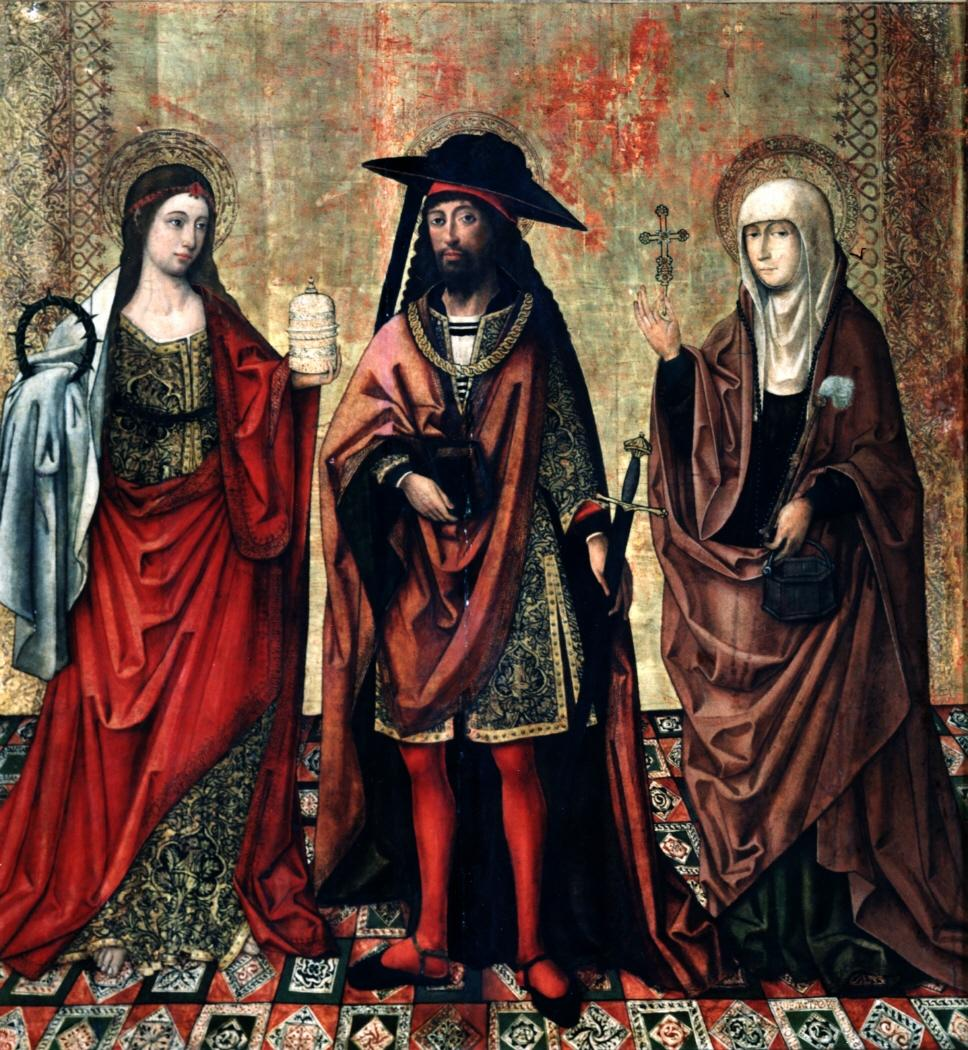
San Lázaro con sus hermanas Marta y María, óleo sobre tabla, 177 x 165,50 cm, Madrid, Museo Lázaro Galdiano.

Maestro de Perea  es la denominación convencional por la que se conoce a un anónimo pintor hispanoflamenco activo en Valencia entre 1490 y 1510. 
Cronológicamente situado en la transición del Gótico al Renacimiento, pero en gran medida ajeno a la corriente renacentista introducida en Valencia por Paolo de San Leocadio, el maestro de Perea debe su nombre al retablo de los Tres Reyes o de los Perea procedente de la capilla de la Epifanía del convento de Santo Domingo de Valencia (Museo de Bellas Artes de Valencia), costeado en 1491 por Violante de Santa Pau, viuda de Pedro de Perea, trinchante mayor de Fernando el Católico. Se trata de un retablo de dos cuerpos apaisados y calle única, con la Epifanía y la Aparición de Cristo a su Madre tras la resurrección, ático con la Santísima Trinidad, predela formada por cinco tablas con Santa Ana, San Juan Bautista, Varón de Dolores, Santiago el Mayor y María Magdalena, y guardapolvo con diversos santos, la Anunciación y cuatro escudos heráldicos. 
Su estilo, deudor de la pintura de Joan Reixac y de Jacomart, se advierte entre otras obras en la tabla con San Lázaro y sus hermanas Marta y María del Museo Lázaro Galdiano y en la Visitación del Museo del Prado, de una fecha más avanzada, en la que junto a la profusa utilización de oro en los brocados se pueden encontrar huellas de la corriente cuatrocentista italiana en los detalles decorativos. Con él se relacionan el maestro de Artés y otros maestros anónimos menores, que como él llevan la influencia de la pintura gótica valenciana a los primeros años del siglo XVI.